# Капрал (Финляндия)
Капрал (фин. korpraali сокр. korpr.) — воинское звание в Финляндии, относящееся к рядовому составу (фин. miehistö). В Силах обороны Финляндии, капрал как правило, выполняет обязанности заместителя командира отделения или руководит небольшой группой. Это звание может быть присвоено солдату, проявившему хорошие навыки в ходе службы или обучения. Звание ниже — рядовой (фин. sotamies), выше — alikersantti (фин. alikersantti).

## Капрал в Силах обороны Финляндии
В Силах обороны Финляндии звание капрал является высшим среди рядового состава в Сухопутных войсках, Военно-воздушных силах, а также в прибрежных подразделениях Военно-морского флота. Эквивалентное звание в ВМФ, старший матрос (фин. ylimatruusi) а в Погранвойскахстарший пограничный егерь (фин. ylirajajääkäri). 
Обычно около 10 % солдат получают звание капрала ближе к окончанию срока службы. Они чаще всего назначаются заместителями командиров отделений или на специальные должности, такие как водители или военный писари. Кроме того, большинство кандидатов в унтер-офицеры получают звание капрал после прохождения первой части курса.
В резерве звание капрал может быть присвоено резервистам, которые хорошо проявили себя на военных сборах.
Американским эквивалентом звания капрал является Младший капрал.

Знак различия пехоты на воротнике формы M/65
Знак различия ВВС на воротнике формы M/65
Нарукавный шеврон
Нарукавный шеврон ВМФ

## Факты
- В Финляндии Адольфа Гитлера иногда иронично называли «бёмским капралом» (фин. böömiläinen korpraali) намекая на его происхождение из Австро-Венгрии и скромный армейский ранг.
- Президент Финляндии Александр стубб, имеет звание капрала которое он получил во время срочной службы в полку гвардейских егерей расположеный в Хельсинки.